# Krzysztof Zadora
Krzysztof Paweł Zadora (ur. 22 sierpnia 1943 w Chorzowie, zm. 18 września 2021 tamże) – polski ekonomista, dr hab., profesor zwyczajny Wyższej Szkoły Ekonomii i Administracji w Bytomiu, Katedry Rachunkowości Wydziału Finansów i Ubezpieczeń Uniwersytetu Ekonomicznego w Katowicach i Wyższej Szkoły Bankowości i Finansów w Bielsku-Białej.

## Życiorys
Obronił pracę doktorską, następnie uzyskał stopień doktora habilitowanego. 18 lutego 1992 nadano mu tytuł profesora w zakresie nauk ekonomicznych. Pracował w Katedrze Rachunkowości na Wydziale Finansów i Ubezpieczeń Akademii Ekonomicznej im. Karola Adamieckiego w Katowicach.
Objął funkcję profesora zwyczajnego w Wyższej Szkole Bankowości i Finansów w Bielsku-Białej, Wyższej Szkole Ekonomii i Administracji w Bytomiu, oraz w Katedrze Rachunkowości na Wydziale Finansów i Ubezpieczeń Uniwersytetu Ekonomicznego w Katowicach.